# Французская Западная Африка во время Второй мировой войны
Во время Второй мировой войны французская Западная Африка не была главной ареной крупных боевых действий. Там произошло только одно крупномасштабное сражение — Битва за Дакар (23-25 сентября 1940 года). Этот регион оставался под контролем Вишистской Франции после падения Третьей Французской республики до вторжения союзников в Северную Африку в ноябре 1942 года. Французский Габон был единственной колонией Французской Экваториальной Африки, которая не присоединилась к Свободной Франции захвата европейской Франции, однако в течение четырёх дней (8—12 ноября) колония была захвачена войсками Свободной Франции из соседних колоний, что изолировало Западную Африку.
В отличие от европейской части Франции, французские колониальные войска не были сокращены после перемирия 1940 года, также в этот регион почти не вмешивались Германия и Италия.

## Битва за Дакар
Анти-британские настроения в Дакаре усилились после того, как 10 июля 1940 года французский линкор «Ришельё» был повреждён в порту Дакара, Сенегал. Пострадавший линкор был отбуксирован вишистами в середину гавани. В августе генерал Шарль де Голль предложил провести сухопутную кампанию, высадившись во французской Гвинее. Он ожидал, что при высадке народ поддержит и выразит свою поддержку в ходе кампании, однако это предложение было отвергнуто британцами, те же в свою очередь планировали действовать быстрее.
18 сентября три лёгких французских крейсера: «Жорж Лейг», «Глуар» и «Монкальм» были перехвачены союзными кораблями на пути в Либревиль (Габон). В число перехватывающих кораблей входил тяжёлый крейсер HMAS Australia, три ранее упомянутых крейсера были вынуждены отступить.
Битва за Дакар (23-25 сентября) началась после отказа вишистов мирно позволить союзным войскам войти в город, сначала вторые пытались убедить первых при помощи пропаганды, однако позже они попытались взять Дакар силой, но операция закончилась провалом, надежды союзников взять французскую Западную Африку на время были забыты, что привело к тому что менее развитая французская Экваториальная Африка стала центром Свободной Франции.